# KOGA Cycling Team/2013
Deze pagina geeft een overzicht van de KOGA Cycling Team wielerploeg in 2013.

## Algemeen
Sponsors: Koga
Algemeen Manager: Ton Welling
Ploegleiders: Ton Welling, Pascal Vergeer, Theo Vergeer en Wil Vink
Fietsmerk: Koga

## Renners
| Naam              | Geboortedatum | Nationaliteit | Ploeg 2012             |
| ----------------- | ------------- | ------------- | ---------------------- |
| Jelmer Asjes      | 11-06-1987    | Nederland     |                        |
| Umbert Atzori     | 07-01-1988    | Nederland     | Metec Continental Team |
| Wim Botman        | 17-08-1985    | Nederland     |                        |
| Robin Chaigneau   | 02-09-1988    | Nederland     |                        |
| Roy Eefting       | 04-09-1989    | Nederland     |                        |
| Geert-Jan Jonkman | 12-08-1984    | Nederland     |                        |
| Bouke Kuiper      | 25-09-1989    | Nederland     |                        |
| Peter Schep       | 08-03-1977    | Nederland     |                        |
| Nick Stöpler      | 22-11-1990    | Nederland     |                        |
| Wim Stroetinga    | 23-05-1985    | Nederland     |                        |
| Jim van den Berg  | 01-07-1985    | Nederland     |                        |
| Arno van der Zwet | 07-05-1986    | Nederland     |                        |
| Bart van Haaren   | 13-11-1984    | Nederland     |                        |
| Lars Vierbergen   | 21-03-1988    | Nederland     |                        |

Renner niet geregistreerd door de UCI
| Naam        | Geboortedatum | Nationaliteit | Ploeg 2012 |
| ----------- | ------------- | ------------- | ---------- |
| Teun Mulder | 18-06-1981    | Nederland     |            |

## Overwinningen

### Piste
Zesdaagse van Berlijn
Peter Schep
NK Omnium
Roy Eefting
Melbourne Ploegkoers
Nick Stöpler

### Weg
Houtse Linies
Bart van Haaren
Ronde van Twijzelderheide
Umberto Atzori
Den Dungen
Umberto Atzori
Ronde van Enkhuizen
Wim Stroetinga
Olympia's Tour
2e etappe: Arno van der Zwet
5e etappe: Wim Stroetinga
Parel van de Veluwe
Jim van den Berg
Acht van Annen
Umberto Atzori
Ronde van Rhoon
Robin Chaigneau
Rund um den Gaskessel Bocholt
Roy Eefting
Noorderveld Westerkwartier
1e etappe: Roy Eefting
eindklassement: Umberto Atzori
Ronde van Giessenburg
Robin Chaigneau
1999 · 2000 · 2001 · 2002 · 2003 · 2004 · 2005 · 2006 · 2007 · 2008 · 2009 · 2010 · 2011 · 2012 · 2013